# Тулятичі
Тулятичі (біл. Туляцічы) — село в Білорусі, у Іванівському районі Берестейської області. Орган місцевого самоврядування — Опільська сільська рада.

## Історія
У 1921 році село входило до складу гміни Бездіж Дорогичинський повіту Поліського воєводства Польської Республіки.

## Населення
За переписом населення Білорусі 2009 року чисельність населення села становило 122 особи.
Станом на 10 вересня 1921 року в селі налічувалося 36 будинків та 146 мешканців, з них:
- 61 чоловік та 85 жінок;
- 146 православних;
- 146 українців (русинів).